# Točná
Točná – część Pragi. W 2006 zamieszkiwało ją 679 mieszkańców.